# Karl Christian Traugott Friedemann Goebel
Prof. Karl Christian Traugott Friedemann Goebel (Göbel) (1794 - 1851 ) fue un farmacéutico, etnólogo, botánico alemán.
Realizó identificaciones y clasificaciones de nuevas especies, las que publicaba en Reise, ii.

## Algunas publicaciones

### Libros
- 1825. De acido pyro-tartarico pars I. 16 pp.
- 1827. Handbuch der pharmaceutischen Chemie und Stöchiometrie für Vorlesungen so wie auch zum Gebrauche für Aertzte und Apotheker (Manual de Química y Estequiometría de farmacia para conferencias, así como para el uso de los médicos y farmacéuticos). Ed. Bärecke. 427 pp.
- karl christian Traugott Friedemann Goebel, gustav Kunze, ernst Schenk. 1834. Pharmaceutische Waarenkunde mit illuminierten Kupfern (Pharmaceutisches Waarenkunde con grabados iluminados). Ed. Bärecke
- 1838. Reise in die Steppen des südlichen Rußlands: unternommen von Goebel in Begleitung C. Claus u. A. Bergmann (Viaje a las estepas del sur de Rusia: hecho por Goebel en la compañía de Noel C. Bergmann y otros). Vol. 1. Ed. Kluge. 325 pp.
- 1840. Handbuch der pharmaceutischen Chemie für Vorlesungen (Manual de Química de la farmacia para conferencias). Ed. Bärecke leer
- 1842Ueber den Einflu ︣der Chemie auf die Ermittelung der Völker der Vorzeit oder Resultate der chemischen Untersuchung metallischer Alterthümer: insbesondere der in den Ostseegouvernements vorkommenden, behufs der Ermittelung der Völker, von welchen sie abstammen (Acerca de la influencia de la química a la determinación de los pueblos de la antigüedad, o los resultados de los análisis químicos de las antigüedades metálicas: en particular, existentes en las provincias del Báltico, en aras de la determinación de los pueblos de las que obtenían). Ed. Enke. 38 pp.leer
- 1847. Die Grundlehren der Pharmacie: ein Handbuch zur Selbstbelehrung angehender Apotheker, Aerzte und Droguisten, so wie zur Vorbereitung und Repetition der über die verschiedenen Zweige der Pharmacie gehörten akademischen Vorlesungen. Pharmaceutische Chemie, oder Theorie, Darstellung und ... (Las enseñanzas básicas de la farmacia: un manual de autoinstrucción a los farmacéuticos que aspiran, los médicos y farmacéuticos, como para la preparación y la repetición entre las diferentes ramas de la farmacia conferencias académicas. Pharmaceutisches química, o la teoría, la representación y ...,) Volumen 4. Ed. Enke. 232 pp.leer
- 1850. Agriculturalchemie: für Vorträge auf Universitäten und in landwirthschaftlichen Lehranstalten sowie auch zum Gebrauche für gebildete Landwirthe (Química Agrícola: para conferencias en universidades y escuelas superiores de agricultura y también para el uso a los agricultores educados). Ed. Enke. 362 pp.

## Honores

### Epónimos
- (Leguminosae) Goebelia Bunge ex Boiss.[1]

- La abreviatura «Goebel» se emplea para indicar a Karl Christian Traugott Friedemann Goebel como autoridad en la descripción y clasificación científica de los vegetales.[2]